# Ialoclastite

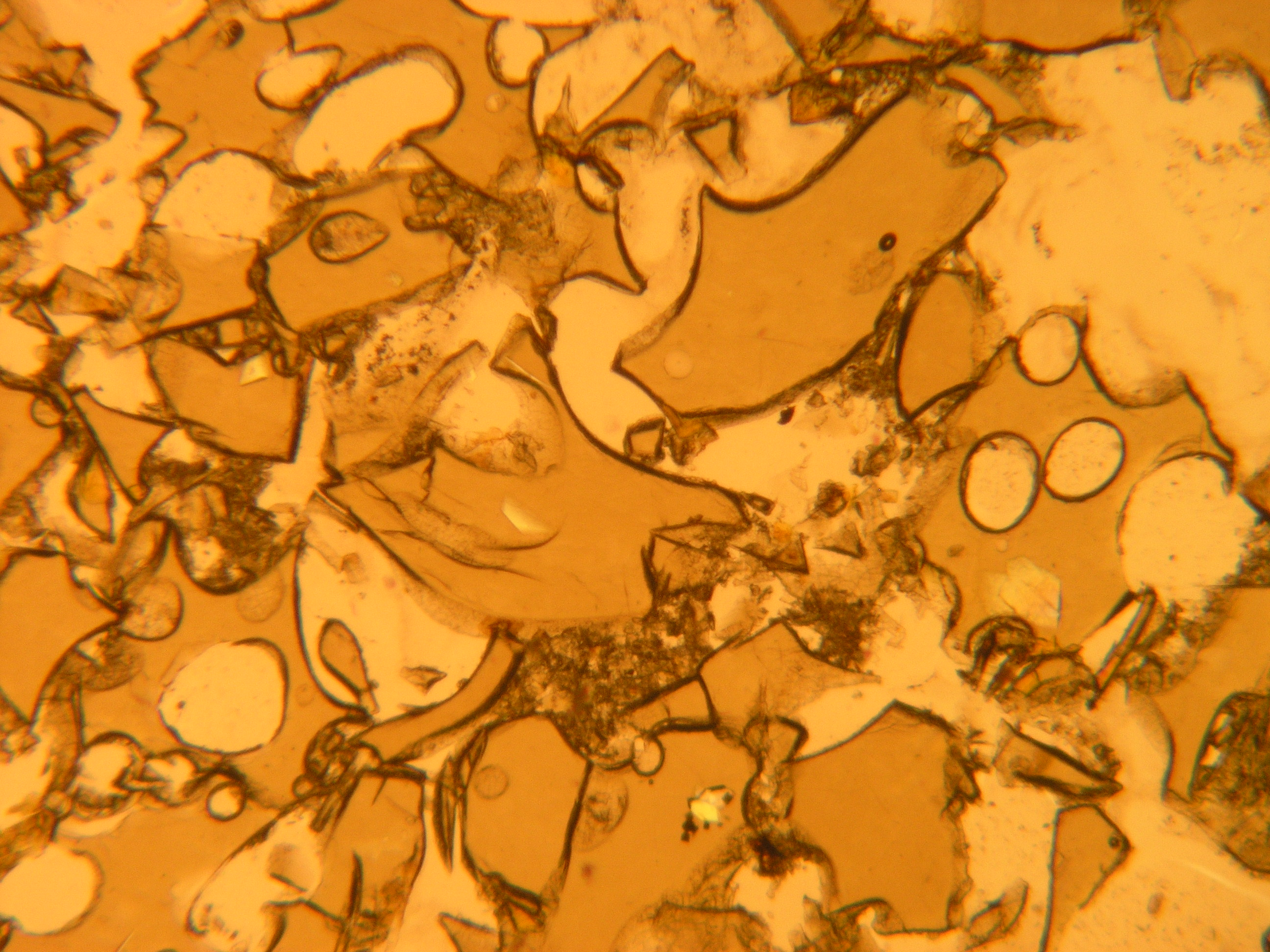
Sezione sottile, frammenti di vetro giallastri

Una ialoclastite è una breccia di origine vulcanica formatasi durante una eruzione sottomarina (o subglaciale), tale da raffreddare repentinamente il flusso di magma che solidificandosi si frantuma. 
Formazioni ialoclastiche possono avere origine anche da colate sopra sedimenti saturi d'acqua o a seguito di intrusioni plutoniche all'interno di sedimenti saturi d'acqua.
Risulta spesso associata a pillow lava e a sedimenti marini profondi quali quelli costituiti da scheletri di radiolari silicei.